# Relações entre Egito e Síria
As relações entre Egito e Síria são as relações diplomáticas estabelecidas entre a República Árabe do Egito e a República Árabe Síria. O Egito possui uma embaixada em Damasco e a Síria possui uma embaixada no Cairo.
Os dois países possuem laços culturais, históricos e políticos de grande importância, que remontam há séculos. O Egito e a Síria fizeram parte do Império Otomano, e chegaram a se unir em uma única nação, denominada como República Árabe Unida em 1958. Ambos são países de maioria muçulmana, e são membros da Liga Árabe.
A partir de 2010, Egito e Síria foram alvo de protestos de suas populações, em um evento que ficou conhecido em todo o Oriente Médio como a Primavera Árabe. Nos dois países houve grandes revoltas populares. No Egito, os protestos forçaram o governo do presidente Hosni Mubarak a renunciar, enquanto que na Síria instaurou-se uma Guerra Civil que dura até os dias atuais.